# Célia Lawson
Célia Maria Fernandes Lawson (Portugees-West-Afrika, 9 juni 1974) is een Portugees zangeres.

## Biografie
Lawson is vooral bekend vanwege haar deelname aan het Eurovisiesongfestival 1997, dat gehouden werd in de Ierse hoofdstad Dublin. Met het nummer Antes do adeus eindigde ze op de laatste plek. Ze behaalde geen enkel punt.